# Alexander Agricola
Alexander Agricola (* um 1446 oder zwischen 1455 und 1460 in Gent; † 15. August 1506 in der Nähe von Valladolid) war ein franko-flämischer Komponist, Sänger und Organist der Renaissance.

## Leben und Wirken
Aus Dokumenten des Stadtarchivs Gent geht hervor, dass Alexander Agricola als nichtehelicher Sohn des begüterten Heinric Ackerman und der reichen Geschäftsfrau Lijsbette Naps in Gent geboren wurde. Johann Agricola war wahrscheinlich Alexanders Zwillingsbruder und von 1486 bis 1493 und nochmals 1496 bei der Bruderschaft zu Unsrer Lieben Frau in ’s-Hertogenbosch als Sänger tätig.
Agricolas Geburtsjahr steht nicht zweifelsfrei fest. Bislang war 1446 als Geburtsjahr allgemein anerkannt. Diese Annahme stützt sich auf den Text einer anonymen Motette, Musica quid defles?, überschrieben Epitaphion Alexandri Agricolae Symphonistae regis Castiliae Philippi, die 1538 in der Sammlung Symphoniae iucundae von Georg Rhau veröffentlicht wurde. In diesem musikalischen Nachruf wird als sein Sterbealter iam sexagesimus annus, also „schon im sechzigsten Jahr“ genannt. Neuerdings hat dagegen Joshua Rifkin aus einem Rechnungsbucheintrag der Kathedrale von Cambrai vom 8. März 1476, in dem Agricola als iuvenis, also als „Jüngling“ oder „junger Mann“ bezeichnet wird, geschlossen, dass er zu diesem Zeitpunkt nicht viel älter als zwanzig Jahre gewesen sein könne, und das Geburtsjahr auf 1455 bis 1460 datiert.
Über die frühen Jahre Alexander Agricolas gibt es keine Belege; es wird jedoch angenommen, dass er und sein Bruder Johann bis zu ihrem Stimmbruch Chorknaben an einer Genter Kirche waren, möglicherweise an Sint Nicolas, welcher Lijsbette Naps im Jahr 1467 größere Geldbeträge zukommen ließ.
Lange wurde angenommen, dass Dokumente über einen Alexander Agricola, der zusammen mit Loyset Compère und Gaspar van Weerbeke zu den Sängern der Kapelle des Herzogs von Mailand, Galeazzo Maria Sforza (Regierungszeit 1466–1476) gehört hat, sich auf den Genter Komponisten Agricola beziehen, doch nach neueren Forschungen ist dies nicht der Fall. Auch jener Agricola, der im Jahr 1470 in Florenz geheiratet hat, hat nichts mit dem Komponisten zu tun. Sehr wahrscheinlich ist auch mit dem 1477 in Utrecht erwähnten Magistro Alexandro nostro organiste nicht Agricola gemeint, obwohl dieser nicht nur wegen seiner Gesangskunst, sondern auch wegen seines virtuosen Spiels berühmt war. Es wird angenommen, dass Alexander Agricola sich in der fraglichen Zeit in anderen Ländern des Deutschen Reichs aufgehalten hat, weil einige seiner frühen Werke ausnahmslos in deutscher Überlieferung erscheinen und deutsche Choraltraditionen zitieren.
Gesicherte Daten über Agricola gibt es erst für 1491 bis 1494. Aus einem Brief des französischen Königs Karl VIII. (Regierungszeit 1483–1498) an Piero di Lorenzo de’ Medici vom 25. April 1492 geht hervor, dass Agricola 1491 Mitglied der französischen Hofkapelle war, zusammen mit seinem bedeutenden Kollegen Johannes Ockeghem, im selben Jahr aber ohne Erlaubnis des Königs den Hof wieder verließ, um nach Italien zu gehen.
Im September 1491 weilte Agricola zusammen mit dem Sänger Charles de Launoy in Mantua und ging kurz darauf nach Florenz, wo er durch die Protektion von Piero de’ Medici ab 1. Oktober 1491 Sänger am Dom wurde und damit ein Kollege von Heinrich Isaac. In diesem Amt blieb er bis 30. April 1492, nachdem der französische König in einer dringenden brieflichen Bitte an seinen Dienstherrn seine Rückkehr nach Frankreich verlangt hatte. In Florenz waren um diese Zeit auch die Wirren um Girolamo Savonarola ausgebrochen. Agricola folgte der Bitte nicht sofort, sondern ging für vier Wochen an den Hof König Ferdinands I. nach Neapel; auf Grund des weiteren Drängens von Karl VIII. entließ Ferdinand seinen Sänger Agricola trotz seiner großen Bewunderung für dessen Kunst. Nach kürzeren Aufenthalten in Rom und Florenz im Sommer 1492 kehrte Agricola wieder nach Frankreich zurück und übernahm seinen Dienst bei Hofe im gleichen Jahr. König Ferdinand hatte aber offenbar einen solch hervorragenden Eindruck von Agricola, dass er spätestens ab Februar 1493 durch seinen Botschafter Giovanni Battista Coppola in vermutlich geheimen Verhandlungen mit ihm stand. Angeblich wegen der unruhigen politischen Lage in Neapel scheint Ferdinand aber ab Juni 1493 nicht mehr an Agricola interessiert gewesen zu sein.
Aus zwei Briefen von Bernardo Dovizi da Bibbiena an Piero de’ Medici wird jedoch erkennbar, dass sich Alexander Agricola zusammen mit Johannes Ghiselin im Februar und März 1494 erneut am Hof in Neapel aufhielt; dies erfolgte wohl auf Initiative von Ferdinands Nachfolger Alfons II. (Regierungszeit 1494–1495). Zu einer Anstellung kam es jedoch nicht. Offenbar kehrte Agricola wieder nach Frankreich zurück und blieb dort bis nach dem Tod des Königs im Jahr 1498. Am 6. August 1500 wurde er als Kantor (chapelain et chantre) am burgundischen Hof Philipps des Schönen (Regierungszeit 1493–1506) angestellt und blieb in dieser Stellung bis zu seinem Tod. Diese Hofkapelle galt als das führende Ensemble in Europa; ihm gehörten zu dieser Zeit auch die Komponisten Pierre de la Rue und Nicolas Liégeois (um 1480–1533) an. Agricolas bevorzugte Stellung ergibt sich auch daraus, dass er 1501 als Präbendar (Inhaber einer Pfründe) in Gorkum (heute Gorinchem) und Valenciennes verzeichnet war.
Weil damals die Treffen der Herrscher und deren Einzüge in die Städte auch musikalische Großereignisse waren, wurde der Herzog auf seinen Reisen stets von seiner Hofkapelle begleitet. So kam Agricola im Gefolge des Herzogs im November 1500 nach Luxemburg und war auch auf dessen erster Reise nach Spanien vom 4. November 1501 bis zum 8. November 1503 mit dabei, ebenso auf der zweiten Spanienreise per Schiff ab 10. Januar 1506. Höhepunkte der ersten Reise waren der Einzug in Paris am 25. November 1501, bei dem wahrscheinlich die Motette Gaude prole regia von Loyset Compère erklang, außerdem der Einzug des burgundischen Herrscherpaares bei Ferdinand von Aragonien und Isabella von Kastilien in Toledo im Mai 1502, die Besuche in Madrid, Guadalajara und Sigüenza, im Februar 1503 die Begegnung mit den Mauren von Saragossa und der Aufenthalt bei den Mysterienspielen von Perpignan, im März 1503 das Treffen mit dem französischen König in Lyon und am 11. April die Begegnung Philipps mit seiner Schwester Margarete, die mit Philibert von Savoyen verheiratet war. Es folgte die Reise ins Deutsche Reich, wo der Herzog am 13. September 1503 in Seefeld in Tirol seinen Vater Maximilian I. traf.
Auf der zweiten Spanienreise, die ab Mitte Januar 1506 auf dem Seeweg stattfand, trieb ein Sturm einen Teil der Flotte, auch das Schiff der Musiker, nach Falmouth ab; die Flotte landete erst am 27. April 1506 in A Coruña. Philipp der Schöne zog mit seinem Hof für den Sommer nach Valladolid und später nach Burgos, wo er im September 1506 einem Fieber erlag. Alexander Agricola starb bereits am 15. August des gleichen Jahres in der Nähe von Valladolid, möglicherweise an der gleichen fiebrigen Erkrankung.

## Bedeutung
Alexander Agricola gehört mit Josquin Desprez, Jacob Obrecht und Heinrich Isaac zu den bedeutendsten Komponisten seiner Generation, hebt sich aber stilistisch deutlich von ihnen ab. Seine figurenreichen und melodisch bewegten Linien sind kaum von einem glättenden italienischen Einfluss berührt. Sein kraftvoller und ausladender Stil ist der Tradition Ockeghems verpflichtet und zeigt eine Vorliebe für weitgespannte Melodiebögen und einen hoch differenzierten Rhythmus (Tempokontraste, Synkopenketten, asymmetrische Figurenfolgen). Sein Erfindungsreichtum drückt sich auch im Unerwarteten und Phantasievollen aus, nicht nur dort, wo er mit entlehnten Stimmen arbeitet und diese mit ungewöhnlicher Freiheit in Chanson-Messen und Carmina einsetzt, sondern auch in Cantus-firmus-freien Messen, Motetten und Chansons. Seine sich frei bewegenden Stimmen ergänzen sich meistens zu vollem Klang. In einigen Messen werden weltliche Tenor-Melodien verwendet, die mit größter Freiheit abgewandelt werden (z. B. in der Messe „Malheur me bat“). Imitatorische Sätze finden sich vorzugsweise in seinen Motetten.

## Werke

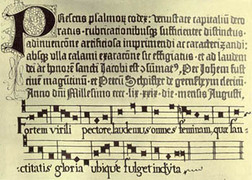
Fortem virili von Alexander Agricola

Gesamtausgabe: Alexander Agricola. Opera omnia, herausgegeben von E. L. Lerner, fünf Bände, ohne Ortsangabe, 1961–1970 (= Corpus Mensurabilis Musicae, Rom und Antwerpen ab 1947, Nr. 22, Band I bis V).
- Messen und Messenfragmente
  - Misse Alexandri Agricolae, gedruckt Venedig 1504 bei O. Petrucci, enthält fünf der folgenden handschriftlichen Messen
  - Missa „In myne zin“ zu vier Stimmen (c.f.: eigene Chanson, ohne Kyrie)
  - Missa „Je ne demande“ zu vier Stimmen (c.f.: Chanson von Antoine Busnois)
  - Missa „Le serviteur“ zu vier Stimmen (c.f.: Chanson von Guillaume Dufay (?))
  - Missa „Malheur me bat“ zu vier Stimmen (c.f.: Chanson von Johannes Ockeghem (?))
  - Missa paschalis zu vier Stimmen (c.f.: siehe Graduale Pataviense, Wien 1511)
  - Missa primi toni zu vier Stimmen
  - Missa secundi toni zu vier Stimmen
  - Missa sine nomine zu vier Stimmen
  - Credo, Sanctus sine nomine zu drei Stimmen
  - Credo „Je ne vis oncques“ I zu vier Stimmen (c.f.: Chanson von Dufay oder Gilles Binchois)
  - Credo „Je ne vis oncques“ II zu vier Stimmen (c.f. wie I)
  - Credo „Vilayge“ zu vier Stimmen
- Motetten und geistliche Werke
  - Hymnus „A solis ortus cardine“ zu vier Stimmen
  - „Ave domina sancta Maria“ zu vier Stimmen
  - Hymnus „Ave maris stella“ zu vier Stimmen
  - „Ave pulcherrima regina“ zu vier Stimmen
  - „Da pacem“ zu drei Stimmen
  - „Ergo sancti martyres“ zu vier Stimmen
  - Introitus „Gaudeamus omnes“ zu zwei Stimmen, instrumental
  - Lamentationes I zu vier Stimmen (c.f.: Liber usualis)
  - Lamentationes II zu vier Stimmen (c.f. wie I)
  - Magnificat primi toni zu vier Stimmen
  - Magnificat secundi toni zu vier Stimmen
  - Magnificat octavi toni zu vier Stimmen
  - Hymnus „Nobis sancte spiritus“ zu vier Stimmen
  - Hymnus „O crux ave“ zu vier Stimmen (c.f.: Monumenta monodica medii aevi I, Nr. 32)
  - Hymnus „O quam glorifica“ zu drei Stimmen (c.f.: Monumenta monodica medii aevi I, Nr. 68)
  - „O virens virginum“ zu vier Stimmen
  - „Regina coeli“ zu vier Stimmen (c.f.: Antiphon Pataviense)
  - „Salve regina“ I zu vier Stimmen
  - „Salve regina“ II zu vier Stimmen (Text: Motette „Ave regina caelorum“ von Walter Frye)
  - „Si dedero“ zu drei Stimmen (c.f.: AS, Responsorium „In pace“)
  - „Transit Anna timor“ zu vier Stimmen
- Chansons, Motettenchansons und Carmina
  - „A la mignonne de fortune“ zu drei Stimmen
  - „Adieu m’amour“ I zu drei Stimmen
  - „Adieu m’amour“ II zu drei Stimmen
  - „Allez mon cueur“ zu drei Stimmen
  - „Allez regretz“ zu drei Stimmen (Text: Hayne van Ghizeghem)
  - „Amor che sospirar“ zu drei Stimmen
  - „Amours, amours“ zu drei Stimmen (Tenor: Hayne van Ghizeghem)
  - „Ay je rien fet“ zu drei Stimmen
  - „Belles sur toutes“ / „Tota pulchra es“ zu drei Stimmen (Bass: Antiphonale Romanum)
  - „Cecus non judicat“ zu drei Stimmen
  - „C’est mal cherche“ zu vier Stimmen, Alt ad libitum
  - „C’est trop sur“ zu drei Stimmen
  - „C’est ung bon bruit“ zu drei Stimmen
  - „Comme femme“ I zu vier Stimmen (Tenor: Binchois (?))
  - „Comme femme“ II zu drei Stimmen (Tenor wie I)
  - „Comme femme“ III zu zwei Stimmen (Tenor wie I)
  - „Crions nouel“ zu drei Stimmen
  - „D…“ zu drei Stimmen
  - „De tous biens plaine“ I zu vier Stimmen (Tenor: Hayne van Ghizeghem)
  - „De tous biens plaine“ II zu drei Stimmen (Tenor wie I)
  - „De tous biens plaine“ III zu drei Stimmen (Tenor wie I)
  - „De tous biens plaine“ IV zu drei Stimmen (Tenor wie I)
  - „De tous biens plaine“ V zu drei Stimmen (Tenor wie I)
  - „Dictes moy toutes“ zu drei Stimmen
  - „Donne noi siam dell’olio facitori“, nur 1 Stimme erhalten
  - „D’ung aultre amer“ I zu vier Stimmen (Tenor: Johannes Ockeghem)
  - „D’ung aultre amer“ II zu vier Stimmen (Tenor wie I)
  - „D’ung aultre amer“ III zu drei Stimmen (Tenor wie I)
  - „D’ung aultre amer“ IV zu drei Stimmen (Tenor wie I)
  - Duo (1 Stimme von Johannes Ghiselin)
  - „En actendant“ zu drei Stimmen
  - „En dispitant“ zu drei Stimmen
  - „En m’en venant“ zu drei Stimmen
  - „Et qui la dira“ zu drei Stimmen
  - „Fortuna desperata“ zu sechs Stimmen (Erweiterung einer anonymen dreistimmigen Chanson)
  - „Gentil galans“ zu drei Stimmen
  - „Guarde vostre visage“ zu drei Stimmen
  - „Il me faudra maudire“ zu drei Stimmen
  - „Il n’est vivant“ zu drei Stimmen
  - „In minen zin“ zu drei Stimmen
  - „J’ay beau huer“ zu drei Stimmen
  - „Je n’ay deul“ zu vier Stimmen
  - „Je ne puis plus“ zu drei Stimmen
  - „Je ne suis point“ zu drei Stimmen
  - „L’heure est venue“ / „Circumdederunt me“ zu drei Stimmen (Bass: Choralweise?)
  - „L’homme banni“ zu drei Stimmen
  - „Mauldicte soit“ zu drei Stimmen
  - „Mijn alderliefste moeschkin“ zu drei Stimmen
  - „O Venus bant“ I zu drei Stimmen
  - „O Venus bant“ II zu drei Stimmen
  - „Oublier veul“ zu drei Stimmen
  - „Par ung jour de matinee“ zu drei Stimmen
  - „Pater meus agricola est“ zu drei Stimmen
  - „Pour voz plaisirs“ zu drei Stimmen
  - „Pourquoy tant“ / „Pour quelque paine“ zu drei Stimmen
  - „Princesse de toute beaulte“ zu drei Stimmen
  - Quattuor zu vier Stimmen
  - „Revenez tous regretz“ / „Quis det ut veniat“ zu vier Stimmen (Bass aus dem Responsorium „Nonne cognoscit“)
  - „Royne de flours“ zu drei Stimmen
  - „Se je fais bien“ zu drei Stimmen
  - „Se je vous eslonge“ zu drei Stimmen
  - „Se mieulx ne vient“ zu drei Stimmen
  - „Serviteur soye“ zu drei Stimmen
  - „Si conge prens“ zu drei Stimmen
  - „S’il vous plaist“ zu drei Stimmen
  - „Si vous voullez“ zu drei Stimmen
  - „Soit loing“ zu drei Stimmen
  - „Sonnes muses melodieusement“ zu drei Stimmen
  - „Tandernaken“ zu drei Stimmen
  - „Tout a par moy“ I zu vier Stimmen (Tenor: Walter Frye)
  - „Tout a par moy“ II zu drei Stimmen (Tenor wie I)
  - „Va t’en regret“ zu drei Stimmen
  - „Vostre bouche dist“ zu drei Stimmen
  - „Vostre hault bruit“ zu drei Stimmen
- Kontrafakturen
  - „Amice ad quid venisti“ zu drei Stimmen (= „Dictes moy toutes“)
  - „Arce sedet Bacchus“ zu zwei Stimmen (c.f. von Firminus Caron, „Le despourveu infortuné“, = Messesatz?)
  - „Ave ancilla trinitatis“ zu drei Stimmen (= „Caecus“)
  - „Ave quae sublimaris“ zu vier Stimmen (= „Comme femme“ vierstimmig)
  - „Gaudent in caelis“ zu drei Stimmen (= „Caecus“)
  - „Jam fulsit sol“ zu vier Stimmen (= Quattuor)
  - „Regali quam decet laude venerari“ zu drei Stimmen (= „Caecus“)
  - „Sancte Philippe apostole“ zu vier Stimmen (= „Ergo sancti martyres“)
  - „Virgo sub aetheriis“ zu drei Stimmen (= „Comme femme“ dreistimmig)
- Zweifelhafte Werke (Agricolas Autorschaft fraglich)
  - Missa sine nomine zu drei Stimmen (= Missa Auleni, d. h. auch Aulen zugeschrieben)
  - Credo Tmeisken zu vier Stimmen (in der Missa paschalis, wahrscheinlich von Heinrich Isaac)
  - Magnificat quarti toni I zu vier Stimmen (kurze Fassung Josquin Desprez zugeschrieben, lange Fassung Agricola und Pierre de la Rue zugeschrieben)
  - Magnificat quarti toni II zu vier Stimmen (kurze Fassung Antoine Brumel zugeschrieben, lange Fassung Agricola zugeschrieben)
  - „De tous biens plaine“ zu drei Stimmen (c.f. von Hayne van Ghizeghem; auch Bourdon zugeschrieben)
  - „Fors seullement“ zu vier Stimmen (c.f. von Johannes Ockeghem?; auch Antoine Brumel zugeschrieben)
  - „Ha qu’il m’ennuye“ zu drei Stimmen (auch Jehan Fresneau zugeschrieben)
  - „Helas madame que feraige“ zu drei Stimmen (c.f. von Firminus Caron; Zuschreibung „P…“)
  - „J’ars du desir“ zu drei Stimmen (stilistisch zweifelhaft, auch Josquin Desprez zugeschrieben)
  - „La saison en est“ zu drei Stimmen (auch Loyset Compère zugeschrieben)
  - „Les grans regretz“ zu drei Stimmen (auch Hayne van Ghizeghem zugeschrieben)
  - „Notres assovemen“ zu drei Stimmen (auch Jehan Fresneau zugeschrieben)
  - „Que vous madame – In pace“ zu vier Stimmen (auch Josquin Desprez zugeschrieben)